# Iaque
O iaque (Bos grunniens  ou Bos mutus ou Poephagus grunniens ou Poephagus mutus, um sinônimo não universalmente aceito) é um herbívoro de pelagem longa encontrado na região do Himalaia, no sul da Ásia Central, Qinghai, no Planalto do Tibete, até à Mongólia, a norte. Além de uma grande população doméstica, há uma população pequena e vulnerável de iaques selvagens. Em Tibetano, a palavra gyag refere-se só ao macho da espécie; uma fêmea é uma dri ou nak. O resultado do cruzamento de um iaque com o zebu é conhecido como "chauri".
Os iaques são animais de rebanho. Os iaques macho selvagens podem atingir 2,2 metros de comprimento, as fêmeas aproximadamente um terço daquele tamanho, e iaques domesticados 1,6-1,8 metros. Ambos os tipos têm o pelo longo e desgrenhado para isolá-los do frio. Os iaques selvagens podem ser marrons ou pretos. Os domesticados também podem ser brancos. Tanto os machos como as fêmeas têm chifres.
Os iaques domésticos acasalam por volta de Setembro; as fêmeas podem conceber com 3-4 anos de idade, parem de Abril a Junho cada dois ou três anos, ao que parece dependendo da provisão alimentar. O período de gestação é de aproximadamente nove meses. Os bezerros são desmamados em um ano e ficam independentes logo depois disso. Os iaques podem viver mais de 20 anos.

## Etimologia
"Iaque" procede do termo tibetano gyak.

## Iaques selvagens

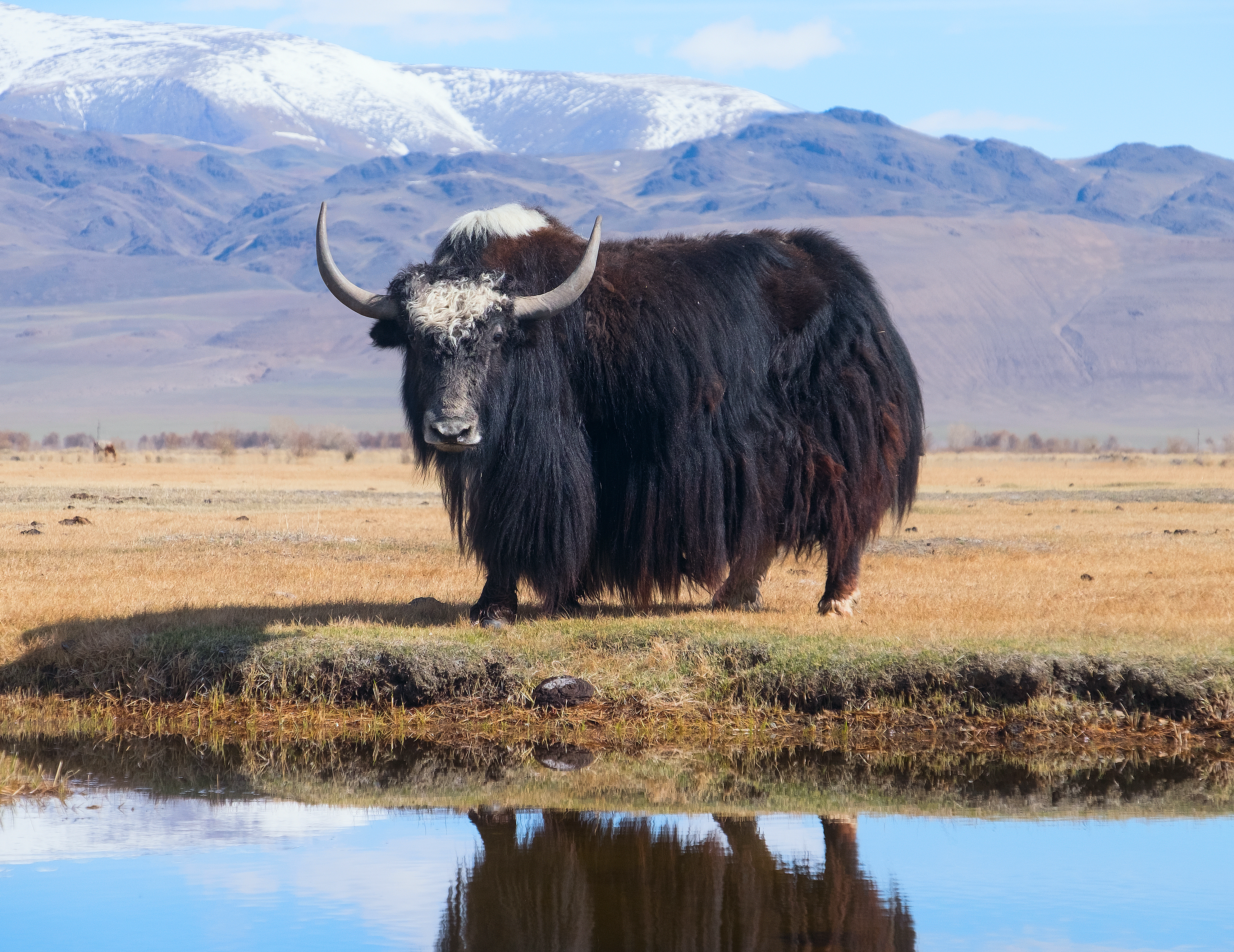
Um itaque do Tibete.

Iaques selvagens (Tibetano: drong) podem pesar até 1 200 quilogramas e ter uma cabeça e o comprimento de corpo de 3-3,4 metros. Eles normalmente formam grupos de entre 10 e 30 animais. O seu habitat são terrenos elevados sem árvores como colinas, montanhas e planaltos entre cerca de 3 200 metros (10 500 pés) e 5 400 metros (18 000 pés). A fisiologia dos iaques é bem adaptada à grande altitude, tendo pulmões e coração maiores do que o gado encontrado em altitude mais baixa, e também maior capacidade para transportar o oxigênio através do seu sangue. Do modo inverso, os iaques não medram na altitude mais baixa. Os iaques comem gramas, líquens e outras plantas. Eles são isolados por uma camada de pelo denso, fechado e entrelaçado em baixo do seu pelo exterior desgrenhado.
Os iaques secretam uma substância pegajosa especial no seu suor que ajuda a manter o seu pelo  de baixo entrelaçado  e age como isolamento extra. Esta secreção é usada na medicina nepalesa tradicional. O pelo também serve também para proteger o seu corpo de arranhões. Outra função do pelo é a de proporcionar camuflagem em lugares com mata mais fechada e escura, assim enganando os predadores, que são o lobo-tibetano, o leopardo-das-neves e o urso-azul-tibetano. Além da camuflagem, os iaques usam, também, os chifres para se proteger de inimigos ou predadores. Por essa razão, apesar de ser um animal lento, consegue ripostar. Muitos iaques selvagens são mortos pelos Tibetanos pela sua carne; hoje em dia são uma espécie vulnerável.
Thubten Jigme Norbu, o irmão mais velho de Tenzin Gyatso, o 14º Dalai Lama, informa na sua viagem de Kumbum em Amdo a Lhasa em 1950 que:
| “ | Por muito fiquei a ver os vastos rebanhos de drongs com meus próprios olhos. A vista daquelas bestas belas e poderosas que desde tempos imemoriais fizeram a sua casa no planalto estéril do Tibete nunca deixou de fascinar-me. De qualquer maneira, essas criações tímidas conseguem sustentar-se nas raízes de grama raquíticas, que é tudo o que a natureza fornece naquelas partes. E que maravilhosa vista é ver um grande rebanho deles mergulhando cabeça abaixo em um galope selvagem através das estepes. A terra treme embaixo de seus saltos e uma nuvem vasta do pó marcam a sua passagem. À noite, eles vão se proteger do frio se misturando em cima um do outro em conjunto, com os bezerros no centro. Eles ficarão assim em uma nevasca, pressionados firmemente juntos uns nos outros até que a condensação da sua respiração aumente no ar como uma coluna de vapor. Os nômades tentaram ocasionalmente criar drongs jovens como animais domésticos, mas eles nunca tiveram sucesso inteiramente. De qualquer maneira, uma vez que eles vivam em conjunto com seres humanos, eles parecem perder a sua força assombrosa e poderes da paciência; e eles não são de nenhum uso em absoluto como animais de carga, porque o seu dorso imediatamente fica dolorido. A sua relação imemorial com seres humanos tem permanecido principalmente como de caça e caçador, já que a sua carne é muito saborosa. | ” |

## Iaques domesticados
Os iaques domesticados são mantidos principalmente pelo seu leite, fibra e carne, e como animal de carga. Eles transportam mercadorias através das passagens das montanhas para agricultores locais e comerciantes, bem como para expedições de caminhada e escalada. Eles também são usados para aração. O esterco de iaque é até queimado como combustível. O leite de iaque muitas vezes é processado para fazer um queijo chamado chhurpi nas línguas Tibetanas e nepalesas, e byaslag na Mongólia. A manteiga feita do leite de Iaques é um ingrediente do chá de manteiga que os Tibetanos consomem em grandes quantidades, e também é usado em lâmpadas e usado para fazer esculturas de manteiga usadas em festividades religiosas.
Muitas vezes, os animais de carga são, na verdade, híbridos de iaque e Bos taurus (gado bovino comum). Esses são conhecidos no idioma Tibetano como dzo ou dzopkyo, e em mongol como khainag. Iaques grunhem, e, diferentemente dos demais tipos de gado, não são conhecidos por produzir o característico mugido bovino. 
As fibras de iaque são suaves, lisas e podem ser de várias cores, inclusive tons de cinza, marrom, preto e branco. Elas têm aproximadamente 3 centímetros de comprimento e são penteadas ou derramadas do iaque e logo desfeitas. O resultado é uma fibra penugenta que pode ser girada em lã para fio de trabalho de malha. O pelo dos animais é convertido em cordas, tapetes e vários outros produtos. A sua pele é usada para fazer sapatos e bolsas e na construção de coracles.